# Lexmark Indy 300 2006
Lexmark Indy 300 2006 var den trettonde och näst sista deltävlingen i Champ Car 2006. Racet Gold Coast Indy 300 kördes den 22 oktober på Surfers Paradises gator.\ i Australien. Nelson Philippe tog sin första seger i Champ Car. Hans vinst tog upp honom till fjärde plats i tabellen. Sébastien Bourdais upprepade sina vinster ifrån 2004 och 2005, genom att sluta på en nödvändig åttondeplats. Mario Domínguez och Alex Tagliani var de som stod på pallen tillsammans med Philippe.

## Slutresultat
| Plats | Förare             | Team                | Grid | Kvaltid  |
| ----- | ------------------ | ------------------- | ---- | -------- |
| 1     | Nelson Philippe    | HVM Racing          | 5    | 1.32,348 |
| 2     | Mario Domínguez    | Rocketsports Racing | 10   | 1.32,974 |
| 3     | Alex Tagliani      | Team Australia      | 9    | 1.32,845 |
| 4     | Paul Tracy         | Forsythe Racing     | 3    | 1.31,959 |
| 5     | Andrew Ranger      | Conquest Racing     | 12   | 1.33,564 |
| 6     | Bruno Junqueira    | Newman/Haas Racing  | 4    | 1.32,265 |
| 7     | Charles Zwolsman   | Conquest Racing     | 15   | 1.34,282 |
| 8     | Sébastien Bourdais | Newman/Haas Racing  | 2    | 1.31,774 |
| 9     | Andreas Wirth      | Dale Coyne Racing   | 17   | 1.35,176 |
| 10    | Antônio Pizzonia   | Rocketsports Racing | 13   | 1.33,736 |
| 11    | Ryan Briscoe       | RuSPORT             | 11   | 1.33,043 |
| 12    | Will Power         | Team Australia      | 1    | 1.31,403 |
| 13    | Oriol Servià       | PKV Racing          | 6    | 1.32,371 |
| 14    | Jan Heylen         | Dale Coyne Racing   | 14   | 1.34,182 |
| 15    | Katherine Legge    | PKV Racing          | 16   | 1.34,634 |
| 16    | A.J. Allmendinger  | Forsythe Racing     | 7    | 1.32,536 |
| 17    | Dan Clarke         | HVM Racing          | 8    | 1.32,821 |